# Assmann Nostiz
Assmann Nostiz – władca państwa stanowego Niemodlin (niem. Herrschaft Falkenberg); jeden ze spadkobierców Ernsta Posera. Na podstawie zawartej przez Posera umowy dzierżawy rządził do roku 1648, kiedy to w dniu 22 kwietnia, zbrojnie zdobywając zamek w Niemodlinie, siłą odebrał mu je Zygfryd (Seyfried) II Promnitz.